# Alsózsolca
Alsózsolca este un oraș în districtul Miskolc, județul Borsod-Abaúj-Zemplén, Ungaria, având o populație de 5.811 locuitori (2011). 

## Demografie
Componența etnică a orașului Alsózsolca
     Maghiari (86,6%)
     Romi (12,54%)
     Necunoscut (0,35%)
     Alții (0,51%)
Componența confesională a orașului Alsózsolca
     Romano-catolici (31,89%)
     Reformați (20,32%)
     Fără religie (10,43%)
     Greco-catolici (3,41%)
     Necunoscută (32,99%)
     Alte religii (9,69%)
Conform recensământului din 2011, orașul Alsózsolca avea 5.811 locuitori. Din punct de vedere etnic, majoritatea locuitorilor (86,6%) erau maghiari, cu o minoritate de romi (12,54%). Apartenența etnică nu este cunoscută în cazul a 0,35% din locuitori. Nu există o religie majoritară, locuitorii fiind romano-catolici (31,89%), reformați (20,32%), persoane fără religie (10,43%) și greco-catolici (3,41%). Pentru 32,99% din locuitori nu este cunoscută apartenența confesională.